# エルテンスープ

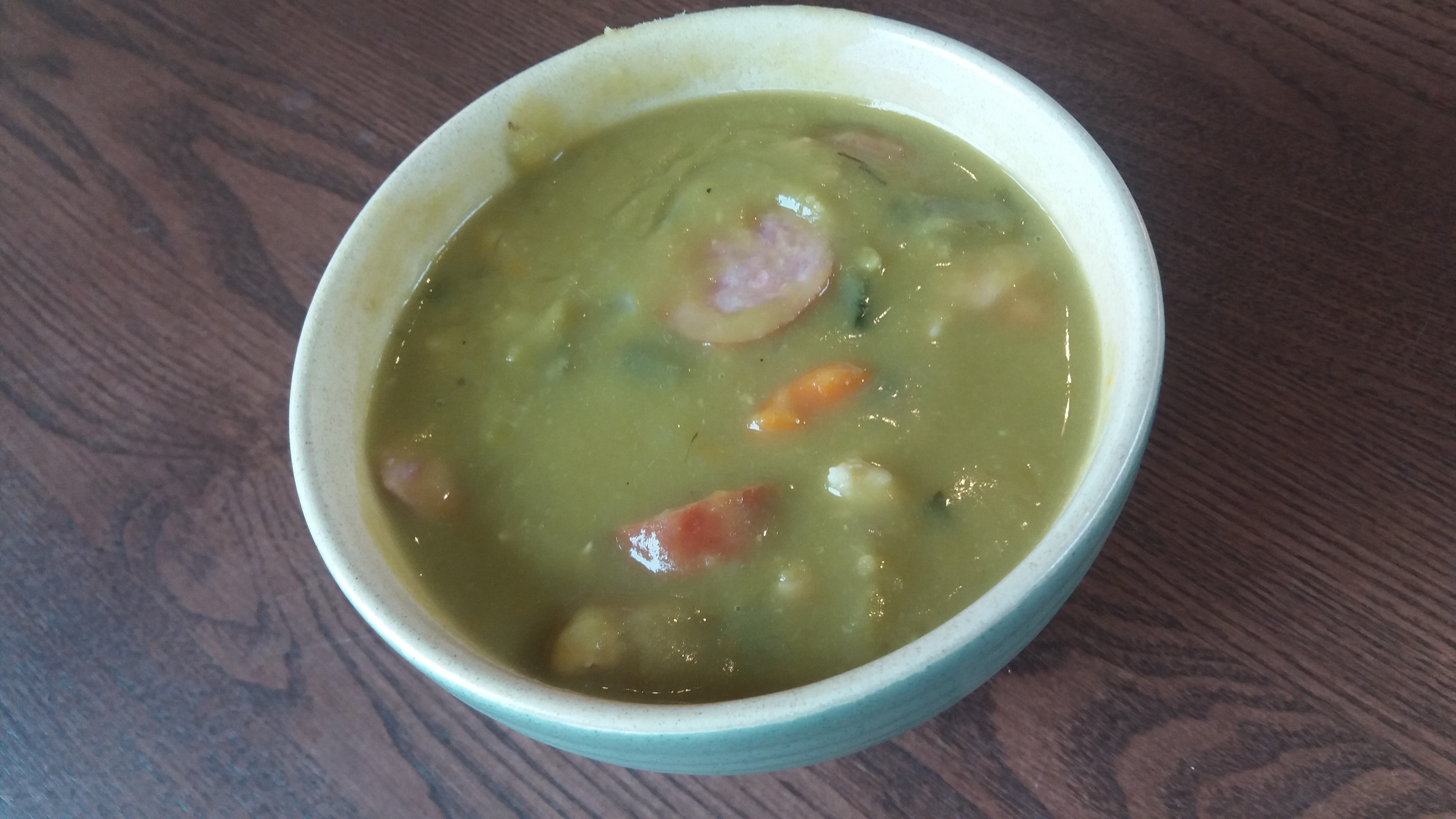
ベーコン、スモークソーセージ入りエルテンスープ

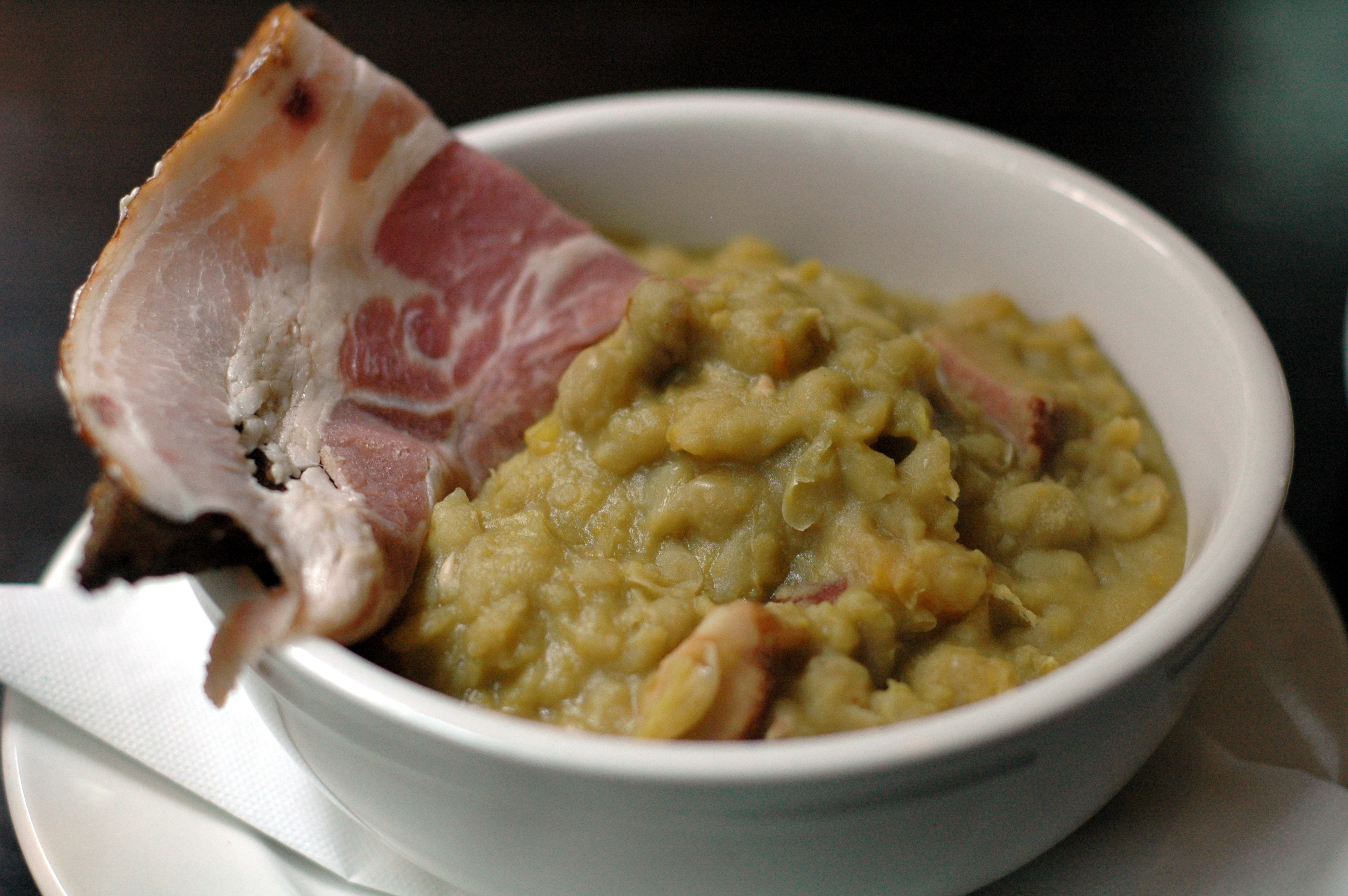
ベーコン添えのエルテンスープ

エルテンスープ（オランダ語: erwtensoep）は、オランダの家庭料理。エンドウマメ（オランダ語: erwt）のスープである。通常はスプリットピー（オランダ語: spliterwten）と呼ばれる割れた乾燥青エンドウマメが用いられる。オランダの国民食ともいえる定番スープである。
豆の粒が見えなくなるほどに煮詰めることと、セルリアック（根セロリ）を煮込むためにドロドロの状態になり、「飲む」というよりは「食べる」感じのスープとなる。また、ぶつ切りにした太いスモークソーセージを一緒に煮込むため、肉の味や燻製香がする。
オランダのスーパーマーケットでは根セロリやニンジンなどがセットになっている「エルテンスープ・セット」が販売されており、家庭でソーセージを加えて調理する。
日本においてはスプリットピーの入手が困難であるため、レンズ豆やグリーンピースで代用されることがある。